# Rita Turava
Margarita Nikolayevna "Rita" Turava (en bielorruso: Маргарита Николаевна "Рита" Турова; Vítebsk, 28 de diciembre de 1980) es una atleta bielorrusa especializada en marcha atlética.
Campeona en la Copa del Mundo de Marcha Atlética de 2006, celebrada en la ciudad española de La Coruña, Rita Turava ha participado en dos ocasiones en los Juegos Olímpicos obteniendo diploma olímpico en una de ellas, ya que ocupó la cuarta posición en los Juegos Olímpicos de Atenas 2004. Su segunda participación fue en los Juegos Olímpicos de Pekín 2008, donde terminó en décimo lugar.
La atleta es poseedora también de una plata en el Campeonato Mundial de Atletismo de 2005, celebrado en Helsinki.
Sus mejores registros son los siguientes: en 10 km, 42:27 (2005) y en 20 km 1h:26:11 (2006).